# Alain Dessons
Alain Dessons est un footballeur et entraîneur français né le 8 septembre 1939 à Villiers-le-Bel. Il était gardien de but.

## Biographie
Alain Dessons joue principalement en faveur du SO Montpellier et de l'AC Arles.
Il entraîne le club d'Arles à deux reprises : de 1974 à 1978 puis de 1986 à 1992.